# Cornelia Africana Major
Cornelia Africana Major (i. e. 201 – halálának időpontja ismeretlen) Aemilia Tertia és Publius Cornelius Scipio Africanus az egyik legjelentősebb köztársaságkori római politikus és hadvezér, a patricius származású Cornelia gens tagjának elsőszülött lánya volt.
Három testvére volt: Publius Cornelius Scipio Africanus történetíró, augur (pap) lett. Lucius Cornelius Scipio Africanus i. e. 174-ben praetor lett, de hamarosan kizárták a szenátusból. Lánytestvérét, Cornelia Africana Minort (i. e. 192-i. e. 121) az erényes római nő tökéletes megtestesítőjeként emlegették.
Férje – és másodunokatestvére – Publius Cornelius Scipio Nasica Corculum volt. Egy gyermekük született, a később kegyetlenkedéseiről hírhedtté vált Publius Cornelius Scipio Nasica Serapio.

## Fordítás
- Ez a szócikk részben vagy egészben  a   Cornèlia Escipiona Major című katalán Wikipédia-szócikk ezen változatának fordításán alapul.  Az eredeti cikk szerkesztőit annak laptörténete sorolja fel. Ez a jelzés csupán a megfogalmazás eredetét és a szerzői jogokat jelzi, nem szolgál a cikkben szereplő információk forrásmegjelöléseként.